# Gorgyrella hirschhorni
Gorgyrella hirschhorni är en spindelart som först beskrevs av Hewitt 1919.  Gorgyrella hirschhorni ingår i släktet Gorgyrella och familjen Idiopidae.
Artens utbredningsområde är Zimbabwe. Inga underarter finns listade i Catalogue of Life.